# Ponte Queimada
A Ponte Queimada é uma ponte situada entre os municípios de Pingo-d'Água e Marliéria, no estado de Minas Gerais, Brasil. Com aproximadamente 200 m de extensão, cruza o rio Doce em um dos limites do Parque Estadual do Rio Doce (PERD), configurando-se como uma das entradas para a área de preservação.
A data exata de sua construção original é incerta, porém sabe-se que ocorreu no século XVIII ou no século XIX, com a abertura de uma estrada pelo local. Foi reconstruída na década de 1930, preservando desde então suas características de pilares de concreto, vigamento de ferro e corpo em madeira.
O conjunto paisagístico formado pela ponte, pelo rio Doce e pela mata do Parque Estadual do Rio Doce constitui um dos potenciais atrativos turísticos da região. Entretanto, o caminho passou a ser evitado devido às condições cada vez mais precárias. Em agosto de 2023, um incêndio criminoso atingiu 10 metros da ponte, o que levou à interdição total da travessia. Em fevereiro de 2025, as administrações municipais e do parque estadual anunciaram planos para uma reforma da passagem.

## História

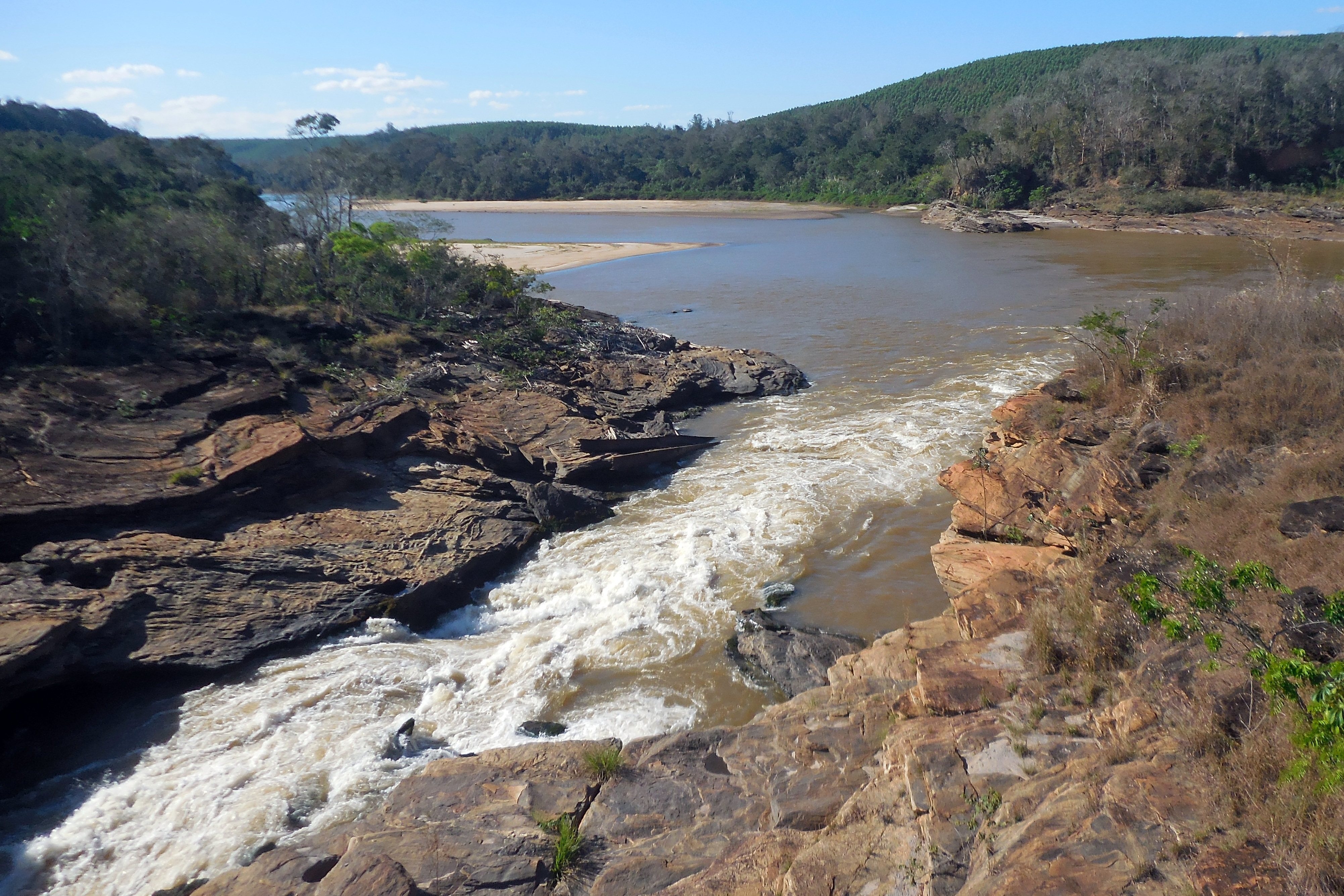
Rio Doce visto da Ponte Queimada

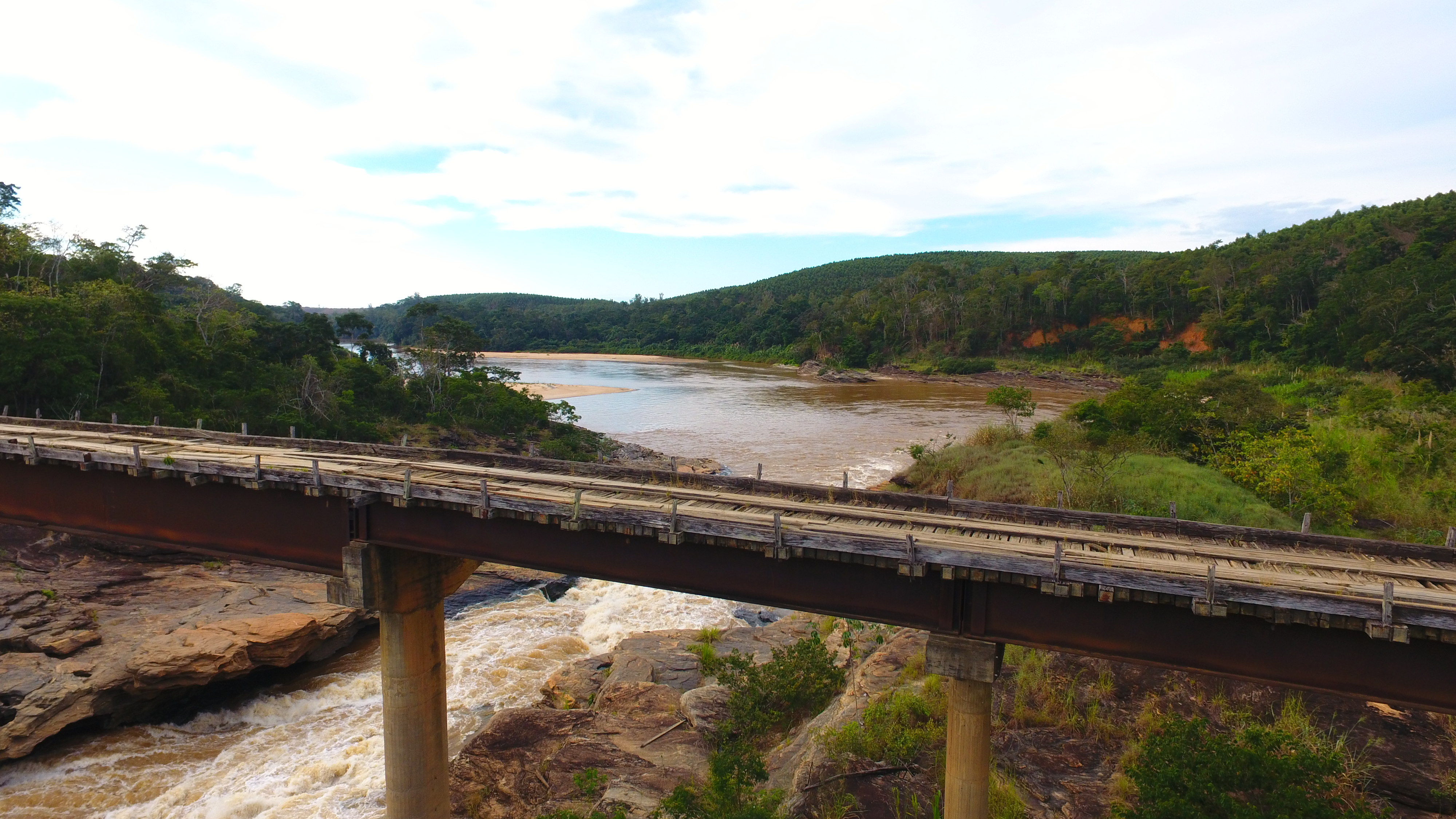
Vista parcial da ponte

A origem exata da ponte é incerta. Uma versão defende que seria com a abertura da estrada durante a exploração do Vale do Rio Doce no século XVIII. Como não foi encontrado ouro em abundância, o caminho passou a ser utilizado como ligação entre Ouro Preto e um presídio em Cuité (região de Conselheiro Pena) e por isso ficou conhecido como Estrada do Degredo. A ponte então teria sido incendiada por prisioneiros na tentativa de fugir da polícia em 1794, ou mesmo pelos próprios soldados para evitarem o caminho perigoso.
Em outra narração, a ponte possivelmente foi construída por Guido Marlière e incendiada por indígenas na tentativa de se defenderem dos forasteiros no século XIX. Os indígenas, por sua vez, colocavam a culpa nos soldados. Mais tarde a estrutura foi reconstruída e a estrada aproveitada como ligação entre Santana do Alfié e Quartel do Sacramento. Na década de 1930, houve uma nova reconstrução com o objetivo de escoar a produção de madeira destinada a abastecer as usinas do Vale do Aço. Uma nova ponte começou a ser construída pela Acesita nas proximidades de Revés de Belém, mas a obra foi embargada em 1973, devido aos possíveis impactos ambientais à região. Essa se tornou a Ponte Perdida, posteriormente aproveitada como ponto de monitoramento ambiental do Parque Estadual do Rio Doce.
A Ponte Queimada também foi afetada pelas enchentes de 1979, mas apesar dos danos permaneceu em uso. Nas décadas seguintes o caminho continuou a ser uma das principais ligações entre a Região Metropolitana do Vale do Aço e os atuais municípios de Pingo-d'Água e Córrego Novo. No entanto, o asfaltamento da LMG-759, concluído em 2012, ligando essas cidades ao Vale do Aço através da BR-458, desafogou o tráfego na antiga estrada e na ponte. Em 7 de novembro de 2015, a Ponte Queimada ficou conhecida como um dos principais pontos de observação da passagem da lama da barragem de rejeitos que se rompeu em Mariana dois dias antes, reunindo curiosos e jornalistas.

## Contexto
Apesar do asfaltamento da LMG-759, evitando a área de preservação, o caminho antigo ainda é o acesso mais curto entre Pingo d'Água e Córrego Novo a Marliéria e Timóteo. A aparente fragilidade da estrutura, desgastada com o tempo, é vista com preocupação pelos usuários. Ocasionalmente reparos são realizados pela administração do Parque Estadual do Rio Doce em parceria com empresas da região. No entanto, uma reforma ampla e mesmo sua abertura ao público é repulsada por órgãos ambientais, que apontam a estrada como local de entrada de caçadores e pescadores ilegais para o interior do PERD, haja vista que não há fiscalização permanente na área.
Por conta de sua importância histórica, a administração de Marliéria iniciou um projeto de tombamento da ponte pelo IPHAN em 2018. A travessia também é inventariada como patrimônio cultural do município de Pingo-d'Água.